# ヴラディツァ・ポポヴィッチ
ヴラディツァ・ポポヴィッチ（セルビア語: Bлaдицa Пoпoвић, ラテン文字転写: Vladica Popović、1935年3月17日 - 2020年8月10日）は、セルビア（旧ユーゴスラビア）の元サッカー選手、サッカー指導者。ポジションはミッドフィールダー。

## 経歴
ユーゴスラビア代表では1956年から1965年までの20試合に出場している。
指導者としてはUEFAチャンピオンズカップ 1990-91優勝を果たしたリュプコ・ペトロヴィッチから黄金期のレッドスター・ベオグラード監督を1991年に引き継ぎインターコンチネンタルカップ 1991優勝を果たした。

## タイトル

### 選手
レッドスター・ベオグラード
- ユーゴスラビア・プルヴァ・リーガ：1955-56, 1956-57, 1958-59, 1959-60, 1963-64
- ユーゴスラビアカップ：1957-58, 1958-59, 1963-64
- ミトローパ・カップ：1958

ユーゴスラビア代表
- オリンピック：1956

### 監督
インデペンディエンテ・サンタフェ
- カテゴリア・プリメーラA：1971

アトレティコ・ナシオナル
- カテゴリア・プリメーラA：1973

デポルティーボ・カリ
- カテゴリア・プリメーラA：1974

FKナプレダク・クルシェヴァツ
- ユーゴスラビア・ドルガ・リーガ東：1977-78

レッドスター・ベオグラード
- ユーゴスラビア・プルヴァ・リーガ：1991-92
- インターコンチネンタルカップ：1991